# Cook-Nunatakker
Die Cook-Nunatakker sind eine Gruppe aus vier Nunatakkern im ostantarktischen Kempland. Sie ragen am nordöstlichen Ende der Schwartz Range auf.
Luftaufnahmen und Vermessungen im Rahmen der Australian National Antarctic Research Expeditions zwischen 1954 und 1966 dienten ihrer Kartierung. Das Antarctic Names Committee of Australia benannte sie nach dem Geologen P. J. Cook, der das Gebiet um diese Nunatakker im Jahr 1965 erkundete.